# Patricia St. John
Patricia Mary St. John, escritora inglesa, nació el 15 de agosto de 1919 y falleció en 1993. Trabajó la mayor parte de su vida como misionera y enfermera en Marruecos. Aunque trabajó primero con su hermano en un hospital extranjero, pasó cuatro años en clínicas de pueblos de áreas remota.

## Biografía
Sus padres, Harry y Ella St. John, habían sido misioneros protestantes en Sudamérica. Patricia nació después de que ellos regresaran a Inglaterra desde su misión. Patricia era la tercera de cinco hijos. Vivió en Suiza durante un año, y el recuerdo de su experiencia le inspiró su novela más famosa, Tesoros de la nieve.
Después de terminar el instituto, fue enfermera en la Segunda Guerra Mundial. Acabada la contienda, regresó con su madre y su tíos para estudiar dos años más, antes de reunirse con su hermano, Farnham St. John en Tánger, Marruecos, donde comenzó la dirección del hospital de la misión.
- Datos: Q299661